# XIII Governo Constitucional de Portugal
O XIII Governo Constitucional de Portugal tomou posse a 28 de outubro de 1995, sendo chefiado por António Guterres e constituído pelo Partido Socialista, com base nos resultados das eleições de 1 de outubro de 1995. Terminou o seu mandato em 25 de outubro de 1999, devido ao termo da legislatura.

## Composição

### Ministros[1]
A sua constituição era a seguinte:
Legenda de cores
| Cargo                                                                    | Detentor | Detentor                            | Detentor | Período                                        |
| ------------------------------------------------------------------------ | -------- | ----------------------------------- | -------- | ---------------------------------------------- |
| Primeiro-Ministro                                                        |          | António Guterres (1949–)            |          | 28 de outubro de 1995 a 25 de outubro de 1999  |
| Ministro da Presidência                                                  |          | António Vitorino (1957–)            |          | 28 de outubro de 1995 a 25 de novembro de 1997 |
| Ministro da Defesa Nacional                                              |          | António Vitorino (1957–)            |          | 28 de outubro de 1995 a 25 de novembro de 1997 |
| Ministro da Defesa Nacional                                              |          | José Veiga Simão (1929–2014)        |          | 25 de novembro de 1997 a 29 de maio de 1999    |
| Ministro da Defesa Nacional                                              |          | Jaime Gama (1947–)                  |          | 29 de maio de 1999 a 25 de outubro de 1999     |
| Ministro dos Negócios Estrangeiros                                       |          | Jaime Gama (1947–)                  |          | 28 de outubro de 1995 a 25 de outubro de 1999  |
| Ministro das Finanças                                                    |          | António de Sousa Franco (1942–2004) |          | 28 de outubro de 1995 a 25 de outubro de 1999  |
| Ministro da Administração Interna                                        |          | Alberto Costa (1947–)               |          | 28 de outubro de 1995 a 25 de novembro de 1997 |
| Ministro da Administração Interna                                        |          | Jorge Coelho (1954–2021)            |          | 25 de novembro de 1997 a 25 de outubro de 1999 |
| Ministro do Planeamento e da Administração do Território                 |          | João Cravinho (1936–2025)           |          | 28 de outubro de 1995 a 15 de janeiro de 1996  |
| Ministro da Justiça                                                      |          | José Vera Jardim (1939–)            |          | 28 de outubro de 1995 a 25 de outubro de 1999  |
| Ministro da Economia                                                     |          | Daniel Bessa (1948–)                |          | 28 de outubro de 1995 a 27 de março de 1996    |
| Ministro da Economia                                                     |          | Augusto Mateus (1950–)              |          | 27 de março de 1996 a 25 de novembro de 1997   |
| Ministro da Economia                                                     |          | Joaquim Pina Moura (1952–2020)      |          | 25 de novembro de 1997 a 25 de outubro de 1999 |
| Ministro do Equipamento Social                                           |          | Henrique Constantino (1995–)        |          | 28 de outubro de 1995 a 27 de dezembro de 1995 |
| Ministro do Equipamento Social                                           |          | Francisco Murteira Nabo (1939–)     |          | 27 de dezembro de 1995 a 15 de janeiro de 1996 |
| Ministro do Equipamento, do Planeamento e da Administração do Território |          | João Cravinho (1936–2025)           |          | 15 de janeiro de 1996 a 25 de outubro de 1999  |
| Ministro da Agricultura, do Desenvolvimento Rural e das Pescas           |          | Fernando Gomes da Silva (1938–)     |          | 28 de outubro de 1995 a 3 de outubro de 1998   |
| Ministro da Agricultura, do Desenvolvimento Rural e das Pescas           |          | Luís Capoulas Santos (1951–)        |          | 3 de outubro de 1998 a 25 de outubro de 1999   |
| Ministro da Educação                                                     |          | Eduardo Marçal Grilo (1942–)        |          | 28 de outubro de 1995 a 25 de outubro de 1999  |
| Ministra da Saúde                                                        |          | Maria de Belém Roseira (1949–)      |          | 28 de outubro de 1995 a 25 de outubro de 1999  |
| Ministra para a Qualificação e o Emprego                                 |          | Maria João Rodrigues (1955–)        |          | 28 de outubro de 1995 a 25 de novembro de 1997 |
| Ministro da Solidariedade e Segurança Social                             |          | Eduardo Ferro Rodrigues (1949–)     |          | 28 de outubro de 1995 a 25 de novembro de 1997 |
| Ministro do Trabalho e da Solidariedade                                  |          | Eduardo Ferro Rodrigues (1949–)     |          | 25 de novembro de 1997 a 25 de outubro de 1999 |
| Ministra do Ambiente                                                     |          | Elisa Ferreira (1955–)              |          | 28 de outubro de 1995 a 25 de outubro de 1999  |
| Ministro da Cultura                                                      |          | Manuel Maria Carrilho (1951–)       |          | 28 de outubro de 1995 a 25 de outubro de 1999  |
| Ministro da Ciência e Tecnologia                                         |          | Mariano Gago (1948–2015)            |          | 28 de outubro de 1995 a 25 de outubro de 1999  |
| Ministro dos Assuntos Parlamentares                                      |          | António Costa (1961–)               |          | 27 de novembro de 1997 a 25 de outubro de 1999 |
| Ministro-Adjunto                                                         |          | Jorge Coelho (1954–2021)            |          | 28 de outubro de 1995 a 25 de novembro de 1997 |
| Ministro-Adjunto do Primeiro-Ministro                                    |          | José Sócrates (1957–)               |          | 25 de novembro de 1997 a 25 de outubro de 1999 |
|                                                                          |          |                                     |          |                                                |
| Ministro da República para a Região Autónoma dos Açores                  |          | Mário Pinto (1931–)                 |          | 28 de outubro de 1995 a 5 de outubro de 1997   |
| Ministro da República para a Região Autónoma da Madeira                  |          | Artur Rodrigues Consolado (1932–)   |          | 28 de outubro de 1995 a 5 de outubro de 1997   |

### Secretários de Estado[1]
| Dependência                                                                | Cargo                                                                                              | Detentor                        | Período                                        |
| -------------------------------------------------------------------------- | -------------------------------------------------------------------------------------------------- | ------------------------------- | ---------------------------------------------- |
| Presidência do Conselho de Ministros                                       | Secretário de Estado da Presidência do Conselho de Ministros                                       | Vitalino Canas                  | 28 de outubro de 1995 a 25 de outubro de 1999  |
| Presidência do Conselho de Ministros                                       | Secretário de Estado Adjunto do Primeiro-Ministro                                                  | Joaquim Pina Moura              | 30 de outubro de 1995 a 25 de novembro de 1997 |
| Presidência do Conselho de Ministros                                       | Secretário de Estado Adjunto do Primeiro-Ministro                                                  | António José Seguro             | 26 de novembro de 1997 a 16 de abril de 1999   |
| Presidência do Conselho de Ministros                                       | Secretário de Estado dos Assuntos Parlamentares                                                    | António Costa                   | 30 de outubro de 1995 a 25 de novembro de 1997 |
| Presidência do Conselho de Ministros                                       | Secretário de Estado da Comunicação Social                                                         | Alberto Arons de Carvalho       | 30 de outubro de 1995 a 25 de novembro de 1997 |
| Presidência do Conselho de Ministros                                       | Secretário de Estado da Comunicação Social                                                         | Alberto Arons de Carvalho       | 25 de dezembro de 1997 a 25 de outubro de 1999 |
| Presidência do Conselho de Ministros                                       | Secretário de Estado da Administração Pública                                                      | Fausto Correia                  | 30 de outubro de 1995 a 25 de outubro de 1999  |
| Presidência do Conselho de Ministros                                       | Secretário de Estado do Desporto                                                                   | Júlio Miranda Calha             | 30 de outubro de 1995 a 25 de outubro de 1999  |
| Presidência do Conselho de Ministros                                       | Secretário de Estado da Juventude                                                                  | António José Seguro             | 30 de outubro de 1995 a 25 de novembro de 1997 |
| Presidência do Conselho de Ministros                                       | Secretário de Estado da Juventude                                                                  | Miguel Fontes                   | 27 de novembro de 1997 a 25 de outubro de 1999 |
| Ministério da Defesa Nacional                                              | Secretário de Estado da Defesa Nacional                                                            | José Júlio Pereira Gomes        | 30 de outubro de 1995 a 25 de novembro de 1997 |
| Ministério da Defesa Nacional                                              | Secretário de Estado da Defesa Nacional                                                            | José Penedos                    | 27 de novembro de 1997 a 25 de outubro de 1999 |
| Ministério dos Negócios Estrangeiros                                       | Secretário de Estado dos Assuntos Europeus                                                         | Francisco Seixas da Costa       | 28 de outubro de 1995 a 25 de outubro de 1999  |
| Ministério dos Negócios Estrangeiros                                       | Secretário de Estado das Comunidades Portuguesas                                                   | José Lello                      | 30 de outubro de 1995 a 25 de outubro de 1999  |
| Ministério dos Negócios Estrangeiros                                       | Secretário de Estado dos Negócios Estrangeiros e da Cooperação                                     | José Lamego                     | 30 de outubro de 1995 a 27 de novembro de 1997 |
| Ministério dos Negócios Estrangeiros                                       | Secretário de Estado dos Negócios Estrangeiros e da Cooperação                                     | Luís Amado                      | 28 de novembro de 1997 a 25 de outubro de 1999 |
| Ministério das Finanças                                                    | Secretário de Estado dos Assuntos Fiscais                                                          | António Carlos dos Santos       | 30 de outubro de 1995 a 25 de outubro de 1999  |
| Ministério das Finanças                                                    | Secretária de Estado do Orçamento                                                                  | Manuela Arcanjo                 | 30 de outubro de 1995 a 19 de março de 1998    |
| Ministério das Finanças                                                    | Secretária de Estado do Orçamento                                                                  | João Carlos Silva               | 20 de março de 1998 a 25 de outubro de 1999    |
| Ministério das Finanças                                                    | Secretário de Estado do Tesouro e Finanças                                                         | Fernando Teixeira dos Santos    | 30 de outubro de 1995 a 25 de outubro de 1999  |
| Ministério da Administração Interna                                        | Secretário de Estado Adjunto do Ministro da Administração Interna                                  | Luís Amado                      | 30 de outubro de 1995 a 25 de novembro de 1997 |
| Ministério da Administração Interna                                        | Secretário de Estado Adjunto do Ministro da Administração Interna                                  | Armando Vara                    | 28 de novembro de 1997 a 25 de outubro de 1999 |
| Ministério da Administração Interna                                        | Secretário de Estado da Administração Interna                                                      | Armando Vara                    | 30 de outubro de 1995 a 25 de novembro de 1997 |
| Ministério da Administração Interna                                        | Secretário de Estado da Administração Interna                                                      | Luís Parreirão                  | 28 de novembro de 1997 a 25 de outubro de 1999 |
| Ministério do Planeamento e Administração do Território                    | Secretário de Estado da Administração Local e Ordenamento do Território                            | José Augusto de Carvalho        | 30 de outubro de 1995 a 15 de janeiro de 1996  |
| Ministério do Planeamento e Administração do Território                    | Secretário de Estado do Desenvolvimento Regional                                                   | Adriano Pimpão                  | 30 de outubro de 1995 a 15 de janeiro de 1996  |
| Ministério da Justiça                                                      | Secretário de Estado da Justiça                                                                    | José Matos Fernandes            | 30 de outubro de 1995 a 27 de março de 1996    |
| Ministério da Justiça                                                      | Secretário de Estado da Justiça                                                                    | José Mota                       | 28 de março de 1996 a 25 de outubro de 1999    |
| Ministério da Justiça                                                      | Secretário de Estado Adjunto do Ministro da Justiça                                                | José Matos Fernandes            | 28 de março de 1996 a 25 de outubro de 1999    |
| Ministério da Economia                                                     | Secretário de Estado do Comércio                                                                   | Manuel dos Santos               | 30 de outubro de 1995 a 27 de março de 1996    |
| Ministério da Economia                                                     | Secretário de Estado do Comércio                                                                   | Osvaldo Castro                  | 28 de novembro de 1997 a 25 de outubro de 1999 |
| Ministério da Economia                                                     | Secretário de Estado da Energia                                                                    | José Penedos                    | 30 de outubro de 1995 a 27 de março de 1996    |
| Ministério da Economia                                                     | Secretário de Estado da Indústria                                                                  | Augusto Mateus                  | 30 de outubro de 1995 a 27 de março de 1996    |
| Ministério da Economia                                                     | Secretário de Estado do Turismo                                                                    | Ismael Ribeiro da Cunha         | 30 de outubro de 1995 a 27 de março de 1996    |
| Ministério da Economia                                                     | Secretário de Estado do Turismo                                                                    | Vitor Cabrita Neto              | 28 de novembro de 1997 a 25 de outubro de 1999 |
| Ministério da Economia                                                     | Secretário de Estado do Comércio e Turismo                                                         | Jaime Andrez                    | 28 de março de 1996 a 25 de novembro de 1997   |
| Ministério da Economia                                                     | Secretário de Estado da Competitividade e Internacionalização                                      | Fernando Freire de Sousa        | 28 de março de 1996 a 25 de novembro de 1997   |
| Ministério da Economia                                                     | Secretário de Estado da Indústria e Energia                                                        | José Penedos                    | 28 de março de 1996 a 25 de novembro de 1997   |
| Ministério da Economia                                                     | Secretário de Estado da Indústria e Energia                                                        | Fernando Pacheco                | 28 de novembro de 1997 a 25 de outubro de 1999 |
| Ministério da Economia                                                     | Secretário de Estado Adjunto do Ministro da Economia                                               | Vitor Ramalho                   | 28 de novembro de 1997 a 25 de outubro de 1999 |
| Ministério da Agricultura, Desenvolvimento Rural e das Pescas              | Secretário de Estado da Agricultura e Desenvolvimento Rural                                        | Luís Capoulas Santos            | 30 de outubro de 1995 a 3 de outubro de 1998   |
| Ministério da Agricultura, Desenvolvimento Rural e das Pescas              | Secretário de Estado das Pescas                                                                    | Marcelo Vasconcelos             | 30 de outubro de 1995 a 3 de outubro de 1998   |
| Ministério da Agricultura, Desenvolvimento Rural e das Pescas              | Secretário de Estado das Pescas                                                                    | José Apolinário                 | 4 de outubro de 1998 a 25 de outubro de 1999   |
| Ministério da Agricultura, Desenvolvimento Rural e das Pescas              | Secretário de Estado da Produção Agro-Alimentar                                                    | Manuel Cardoso Leal             | 30 de outubro de 1995 a 3 de outubro de 1998   |
| Ministério da Agricultura, Desenvolvimento Rural e das Pescas              | Secretário de Estado do Desenvolvimento Rural                                                      | Vitor Barros                    | 4 de outubro de 1998 a 25 de outubro de 1999   |
| Ministério da Agricultura, Desenvolvimento Rural e das Pescas              | Secretário de Estado da Modernização Agrícola e da Qualidade Alimentar                             | Luís Vieira                     | 4 de outubro de 1998 a 25 de outubro de 1999   |
| Ministério da Educação                                                     | Secretário de Estado da Administração Educativa                                                    | Guilherme d'Oliveira Martins    | 30 de outubro de 1995 a 25 de outubro de 1999  |
| Ministério da Educação                                                     | Secretária de Estado da Educação e Inovação                                                        | Ana Maria Benavente             | 30 de outubro de 1995 a 25 de outubro de 1999  |
| Ministério da Educação                                                     | Secretário de Estado do Ensino Superior                                                            | Alfredo Jorge Silva             | 30 de outubro de 1995 a 25 de outubro de 1999  |
| Ministério do Equipamento Social                                           | Secretário de Estado da Habitação                                                                  | Emílio Rosa                     | 30 de outubro de 1995 a 27 de dezembro de 1995 |
| Ministério do Equipamento Social                                           | Secretária de Estado da Habitação e Comunicações                                                   | Leonor Coutinho                 | 28 de dezembro de 1995 a 15 de janeiro de 1996 |
| Ministério do Equipamento Social                                           | Secretário de Estado das Obras Públicas                                                            | Luís Ferreira Simões            | 30 de outubro de 1995 a 27 de dezembro de 1995 |
| Ministério do Equipamento Social                                           | Secretário de Estado das Obras Públicas                                                            | António Crisóstomo Teixeira     | 28 de dezembro de 1995 a 15 de janeiro de 1996 |
| Ministério do Equipamento Social                                           | Secretário de Estado dos Transportes e Comunicações                                                | Norberto Fernandes              | 30 de outubro de 1995 a 27 de dezembro de 1995 |
| Ministério do Equipamento Social                                           | Secretário de Estado dos Transportes                                                               | Guilhermino Rodrigues           | 28 de dezembro de 1995 a 15 de janeiro de 1996 |
| Ministério do Equipamento, do Planeamento e da Administração do Território | Secretário de Estado Adjunto do Ministro do Equipamento, Planeamento e Administração do Território | José Manuel Consiglieri Pedroso | 16 de janeiro de 1996 a 25 de outubro de 1999  |
| Ministério do Equipamento, do Planeamento e da Administração do Território | Secretário de Estado da Administração Local e Ordenamento do Território                            | José Augusto de Carvalho        | 16 de janeiro de 1996 a 25 de outubro de 1999  |
| Ministério do Equipamento, do Planeamento e da Administração do Território | Secretário de Estado do Desenvolvimento Regional                                                   | Adriano Pimpão                  | 16 de janeiro de 1996 a 27 de novembro de 1997 |
| Ministério do Equipamento, do Planeamento e da Administração do Território | Secretário de Estado do Desenvolvimento Regional                                                   | Maria José Constâncio           | 28 de novembro de 1997 a 25 de outubro de 1999 |
| Ministério do Equipamento, do Planeamento e da Administração do Território | Secretária de Estado da Habitação e Comunicações                                                   | Leonor Coutinho                 | 16 de janeiro de 1996 a 25 de outubro de 1999  |
| Ministério do Equipamento, do Planeamento e da Administração do Território | Secretário de Estado das Obras Públicas                                                            | António Crisóstomo Teixeira     | 16 de janeiro de 1996 a 23 de abril de 1997    |
| Ministério do Equipamento, do Planeamento e da Administração do Território | Secretário de Estado das Obras Públicas                                                            | Emanuel Maranha das Neves       | 24 de abril de 1997 a 25 de outubro de 1999    |
| Ministério do Equipamento, do Planeamento e da Administração do Território | Secretário de Estado dos Transportes                                                               | Guilhermino Rodrigues           | 16 de janeiro de 1996 a 25 de outubro de 1999  |
| Ministério da Saúde                                                        | Secretário de Estado da Saúde                                                                      | José Arcos dos Reis             | 30 de outubro de 1995 a 25 de novembro de 1997 |
| Ministério da Saúde                                                        | Secretário de Estado da Saúde                                                                      | Francisco Ramos                 | 28 de novembro de 1997 a 25 de outubro de 1999 |
| Ministério para a Qualificação e Emprego                                   | Secretário de Estado do Trabalho                                                                   | António Monteiro Fernandes      | 30 de outubro de 1995 a 25 de novembro de 1997 |
| Ministério da Solidariedade e Segurança Social                             | Secretário de Estado da Inserção Social                                                            | Rui Cunha                       | 30 de outubro de 1995 a 25 de novembro de 1997 |
| Ministério da Solidariedade e Segurança Social                             | Secretário de Estado da Segurança Social                                                           | Fernando Ribeiro Mendes         | 30 de outubro de 1995 a 25 de novembro de 1997 |
| Ministério do Trabalho e da Solidariedade                                  | Secretário de Estado do Emprego e Formação                                                         | Paulo Pedroso                   | 27 de novembro de 1997 a 25 de outubro de 1999 |
| Ministério do Trabalho e da Solidariedade                                  | Secretário de Estado da Inserção Social                                                            | Rui Cunha                       | 27 de novembro de 1997 a 25 de outubro de 1999 |
| Ministério do Trabalho e da Solidariedade                                  | Secretário de Estado da Segurança Social e das Relações Laborais                                   | Fernando Ribeiro Mendes         | 27 de novembro de 1997 a 25 de outubro de 1999 |
| Ministério do Ambiente                                                     | Secretário de Estado Adjunto do Ministro do Ambiente                                               | José Sócrates                   | 30 de outubro de 1995 a 25 de novembro de 1997 |
| Ministério do Ambiente                                                     | Secretário de Estado dos Recursos Naturais                                                         | Ricardo de Magalhães            | 30 de outubro de 1995 a 27 de novembro de 1997 |
| Ministério do Ambiente                                                     | Secretário de Estado do Ambiente                                                                   | José Guerreiro                  | 27 de novembro de 1997 a 25 de outubro de 1999 |
| Ministério da Cultura                                                      | Secretário de Estado da Cultura                                                                    | Rui Vieira Nery                 | 30 de outubro de 1995 a 25 de setembro de 1997 |
| Ministério da Cultura                                                      | Secretário de Estado da Cultura                                                                    | Catarina Vaz Pinto              | 26 de setembro de 1997 a 25 de outubro de 1999 |

## Nomeações
Entre outubro de 1995 e junho de 1999, o governo de António Guterres nomeou 5 597 pessoas. Só para os gabinetes ministeriais, chegou-se a nomear 2 132 pessoas, de acordo com os dados divulgados, em julho de 1999, pela Secretaria de Estado da Administração Pública.